# TNFRSF10A
Il recettore del fattore di necrosi tumorale 10A, noto anche come DR4 (death receptor 6) e TRAIL-R1 (recettore di TRAIL di tipo I) è una proteina recettoriale che, nell'essere umano, è codificata dal gene TNFRSF10A e fa parte della superfamiglia dei recettori del fattore di necrosi tumorale.

## Funzione
Tale recettore è attivato dal legame con TRAIL, che trasduce il segnale di induzione della morte cellulare programmata, tuttavia studi condotti su ratti privi del gene che codifica per FADD hanno dimostrato che quest'ultimo è strettamente necessario per l'attività di tale sistema di trasduzione del segnale apoptotico. Questo recettore può inoltre legare DAP3.